# شهرستان دان
شهرستان دان (به لاتین: De'an County) یک منطقهٔ مسکونی در چین است که در جیاجیانگ واقع شده‌است.